# Pont du Général Serrador
Le pont du Général Serrador est un pont de la ville de Santa Cruz de Tenerife dans les îles Canaries, en Espagne. 
Il a été bâti en 1943. Le marché porte le nom du général Ricardo Serrador, capitaine général des îles Canaries, mort en 1942, tout comme le Marché de Notre Dame d'Afrique, qui le portait initialement. Aux deux entrées du pont il y a deux lions de bronze.

## Galerie

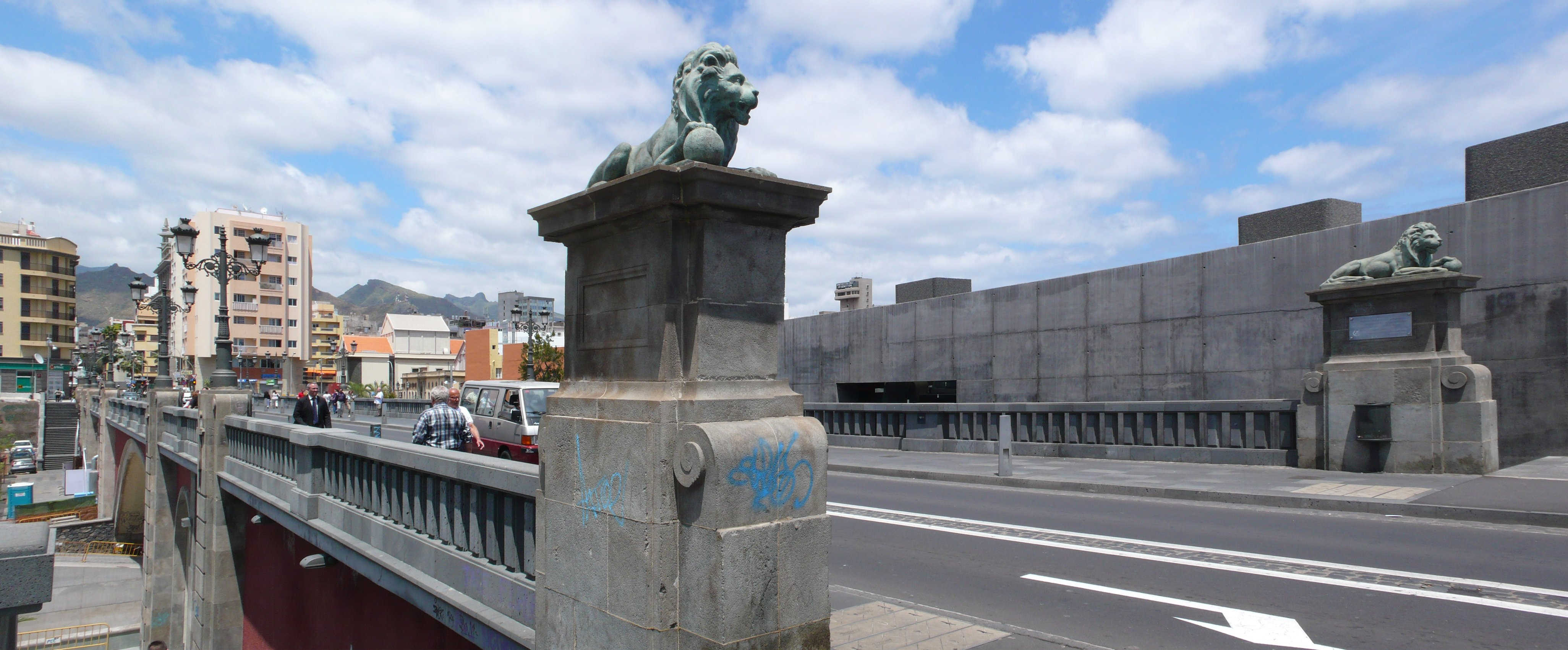
Entrée du pont avec les deux lions.
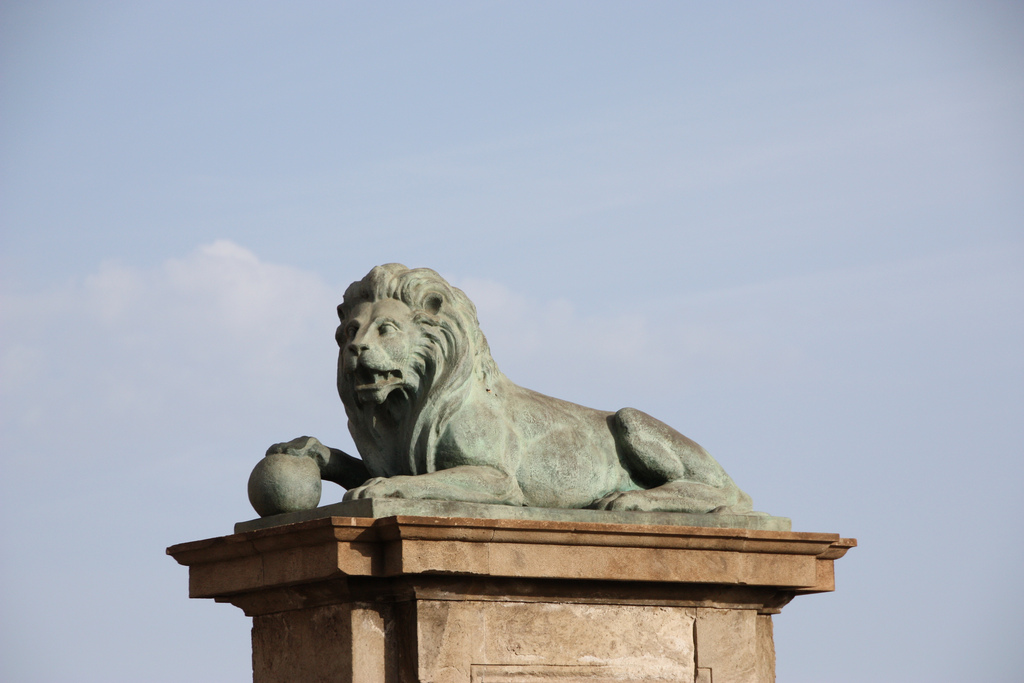
Lion du pont.
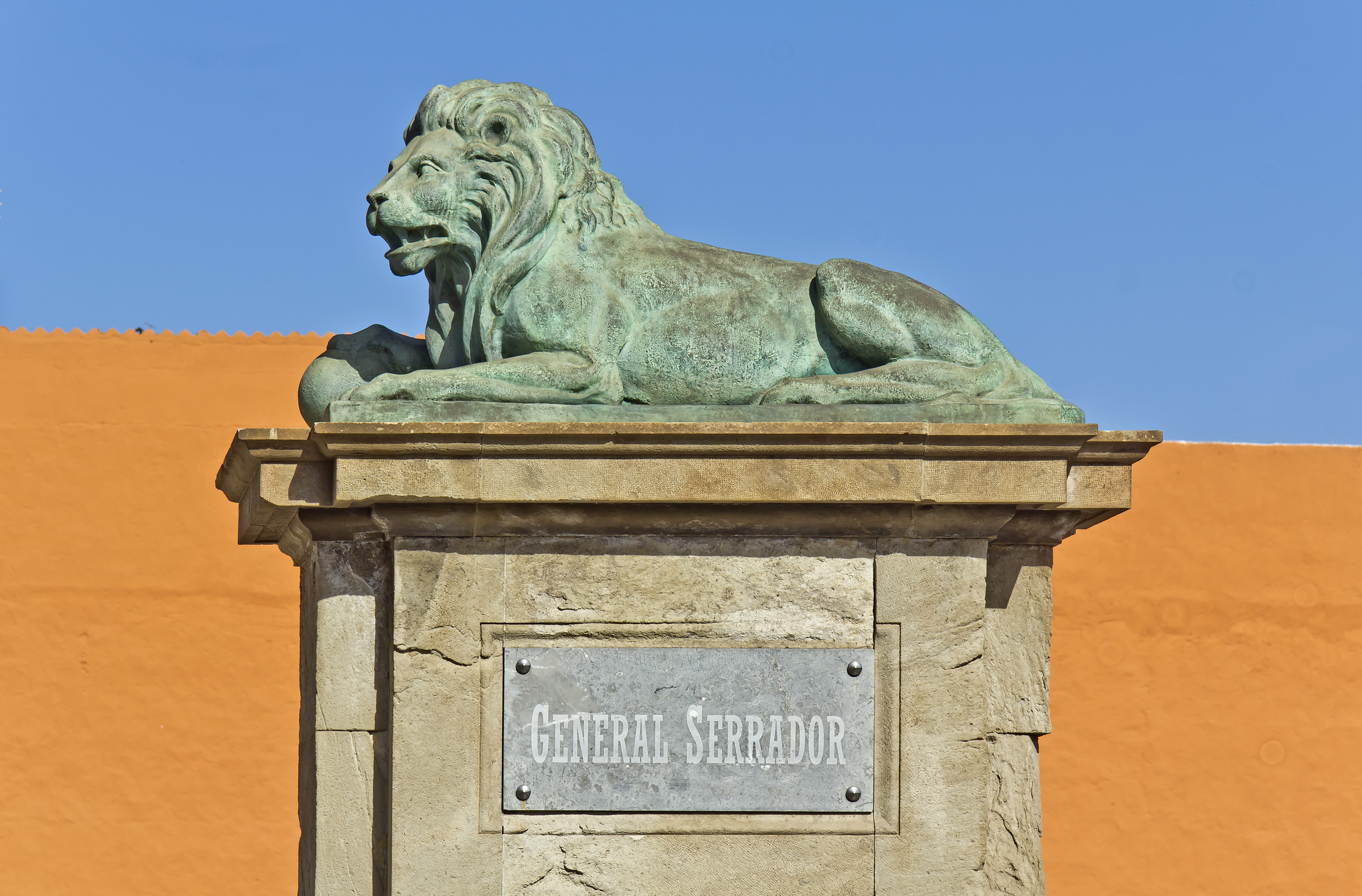
Lions.

## Source de traduction
- (es) Cet article est partiellement ou en totalité issu de l’article de Wikipédia en espagnol intitulé « Puente General Serrador » (voir la liste des auteurs).